# Montreuil, Vendée

Montreuil este o comună în departamentul Vendée, Franța. În 2009 avea o populație de 812 de locuitori.